# カール・ヴィーラント
カール・ヴィーラント(Carl Wieland、1864.8.30 - 1936.9.21)は、スイスのバーゼル大学の教授。専門は商法。西原寛一や松田二郎に大きな影響を与えた。

## 概要
エミール・ゲムセウムとアンナの息子。1900年ユリエ・プライスヴェルクと結婚。バーゼルのギムナジウムとペダゴギウム(Pädagogium)に学ぶ。バーゼル大学とゲッティンゲン大学で法学を学び、バーゼル大学で法学博士号を取得。パリのスイス大使館の外交官を務める。1892年バーゼルで弁護士および公証人免許取得。1893年-97年 バーゼル大学でスイス民法の私講師になり、1897年-1905年商法と民法の私講師、1905年から1935年まで商法と民法の正教授。1909年には学部長。

## 履歴
1897年から1930年までバーゼル控訴裁判所の裁判官、1908年から1918年まで司法委員会のメンバー。為替手形の標準化に関する国際会議でのスイス代表、専門家通信のメンバー。1907 年スイス民法典の専門委員会メンバー、商法典の専門委員会メンバーも兼任。民法と商法の担当。義務法典の検討委員会にも参加 (1936 年) の一部。彼は、ヨーロッパで最も重要な商業弁護士の 1 人と見なされていた。ジュネーブ大学で博士号を取得。ジュネーブ大学名誉教授。。